# Leyuan (sockenhuvudort i Kina, Jiangxi Sheng, lat 29,51, long 115,22)
Leyuan är en sockenhuvudort i Kina. Den ligger i provinsen Jiangxi, i den sydöstra delen av landet, omkring 110 kilometer nordväst om provinshuvudstaden Nanchang. Antalet invånare är 12 404. Befolkningen består av 6 036 kvinnor och 6 368 män. Barn under 15 år utgör 23,0 %, vuxna 15-64 år 68 %, och äldre över 65 år 7,0 %.
Runt Leyuan är det ganska tätbefolkat, med 93 invånare per kvadratkilometer. Närmaste större samhälle är Luxi, 8,9 km söder om Leyuan. I omgivningarna runt Leyuan växer i huvudsak blandskog.
Genomsnittlig årsnederbörd är 2 252 millimeter. Den regnigaste månaden är maj, med i genomsnitt 345 mm nederbörd, och den torraste är januari, med 52 mm nederbörd.